# Boeing Phantom Eye
Boeing Phantom Eye — дальній висотний безпілотний розвідник на водневому паливі, що розроблявся секретним підрозділом компанії Боїнг — Phantom Works. Розробка велася за замовленням американських військових на основі сучасного досвіду ведення інформаційної розвідки, в тому числі і в Афганістані. У 2016 році єдиний екземпляр було передано до музею.
Розробники передбачають, що літак зможе перебувати у повітрі без перерви упродовж чотирьох днів (96 годин).  Розробка бере свій початок від ранніх моделей БПЛА фірми Boeing кінця 1980-х, в тому числі, моделі «Кондор» (Condor), який міг перебувати в повітрі до 60 годин, використовуючи двигун на звичайному авіаційному паливі.
Партнерами Боїнг стали компанії Ball Aerospace, Aurora Flight Sciences, Ford Motor Co. і MAHLE Powertrain.
Виготовлення першого зразка (масштабний 60% — 70% демонстратор) почалося у березні 2010. Він був представлений широкій публіці на заводі Боїнг в Сент-Луїсі, штат Міссурі 12 липня 2010 року.
Перший політ БПЛА відбувся 1 червня 2012 року на авіабазі Едвардс, штат Каліфорнія. Літак вилетів о 6 годині 22 хвилини за місцевим часом, політ тривав майже півгодини. Phantom Eye, що працює на водневому паливі, піднявся на висоту 1243,6 метрів (4,08 тис. футів), і набрав швидкість 114,8 км/год (62 вузла). Зліт і сам політ пройшов успішно, але при посадці літак отримав пошкодження шасі, одна із стойок зарилася в ґрунт (дно озера, яке використовувалось як злітно-посадкова смуга) і підломилася.
Планується розробити ще більший БПЛА Phantom Ray розміром з винищувач середніх розмірів з часом польоту понад 10 днів.

## ЛТХ
- Розмах крила — 46 м
- Крейсерська швидкість — 278 км/год
- Силова установка — 2 водневих двигуна Ford 2,3 л (від додаткових двигунів автомобіля Ford Fusion) по 150 к.с. кожен
- Оскільки основною функцією БПЛА стане спостереження і розвідка, установлення озброєння не передбачається.